# Rob Kelley
Robert Kelley (New Orleans, 3 ottobre 1992) è un giocatore di football americano statunitense che milita nel ruolo di running back per i Washington Redskins della National Football League (NFL).

## Biografia

### Washington Redskins
Al college, Kelley giocò a football alla Tulane University. Dopo non essere stato scelto nel Draft NFL 2016, il 6 maggio firmò con i Washington Redskins. Il 23 ottobre 2016 segnò il suo primo touchdown su una ricezione da 1 yard contro i Detroit Lions. La settimana successiva disputò la prima gara come titolare al posto dell'infortunato Matt Jones, correndo 87 yard su 21 tentativi e segnando il suo primo TD su corsa nel pareggio per 27-27 contro i Cincinnati Bengals. Il 20 novembre, Kelley corse 137 yard e segnò tre touchdown nella vittoria sui Green Bay Packers, venendo premiato come running back della settimana.

## Palmarès
- Running back della settimana: 1

11ª del 2016

## Statistiche
| Partite totali      | 13  |
| Partite da titolare | 7   |
| Yard su corsa       | 595 |
| Touchdown su corsa  | 6   |